# Marcel Hussaud
Marcel Hussaud (Parigi, 18 maggio 1894 – Asnières-sur-Seine, 23 settembre 1960) è stato un pallanuotista francese.
È stato un membro della Francia che ha partecipato ai Giochi di Anversa 1920.